# Consulat général du Niger en Guinée
Le Consulat Général du Niger en Guinée est la représentation diplomatique de la République du Niger en Guinée. Elle est située à Conakry.

## Consulats
Le Niger dispose d'un consulats honoraires à Conakry.